# وعلان قائم
وعلان قائم (الاسم العلمي:Commelina erecta) هو نوع من النباتات يتبع جنس الوعلان من الفصيلة الوعلانية.